# Grand Prix automobile d'Allemagne 1931
Le Grand Prix automobile d'Allemagne 1931, 5e édition de ce Grand Prix, s'est déroulé le 19 juillet 1931 sur le Nürburgring sur 22 tours de 22,810 km, soit au total 501,82 km.

## Grille de départ
| 1re ligne | Pos. 1                        | Pos. 2              | Pos. 3                |
| --------- | ----------------------------- | ------------------- | --------------------- |
|           | Von Brauchitsch Mercedes-Benz | Burggaller Bugatti  | Von Morgen Bugatti    |
| 2e ligne  | Pos. 4                        | Pos. 5              | Pos. 6                |
|           | Caracciola Mercedes-Benz      | Stuck Mercedes-Benz | Merz Mercedes-Benz    |
| 3e ligne  | Pos. 7                        | Pos. 8              | Pos. 9                |
|           | Fagioli Maserati              | Dreyfus Maserati    | Spandel Mercedes-Benz |
| 4e ligne  | Pos. 10                       | Pos. 11             | Pos. 12               |
|           | Birkin Maserati               | Chiron Bugatti      | Varzi Bugatti         |
| 5e ligne  | Pos. 13                       | Pos. 14             | Pos. 15               |
|           | Grover-Williams Bugatti       | Bouriat Bugatti     | Lehoux Bugatti        |
| 6e ligne  | Pos. 16                       | Pos. 17             | Pos. 18               |
|           | Shafer Buick                  | Howe Bugatti        | Nuvolari Alfa Romeo   |
| 7e ligne  | Pos. 19                       | Pos. 20             | Pos. 21               |
|           | Wimille Bugatti               |                     |                       |

## Résultats
| Pos  | no | Pilote                      | Écurie          | Châssis              | Tours | Temps/Abandon   | Grille |
| ---- | -- | --------------------------- | --------------- | -------------------- | ----- | --------------- | ------ |
| 1    | 8  | Rudolf Caracciola           | Daimler-Benz AG | Mercedes-Benz SSK    | 22    | 4 h 38 min 10 s | 4      |
| 2    | 26 | Louis Chiron                | Bugatti         | Bugatti T51          | 22    | + 1 min 18 s    | 11     |
| 3    | 28 | Achille Varzi               | Bugatti         | Bugatti T51          | 22    | + 4 min 0 s     | 12     |
| 4    | 44 | Tazio Nuvolari              | Alfa Corse      | Alfa Romeo Monza     | 22    | + 5 min 44 s    | 18     |
| 5    | 12 | Otto Merz                   | Daimler-Benz AG | Mercedes-Benz SSK    | 22    | + 5 min 44 s    | 6      |
| 6    | 10 | Hans Stuck                  | Daimler-Benz AG | Mercedes-Benz SSK    | 22    | + 9 min 24 s    | 5      |
| 7    | 32 | Guy Bouriat                 | Bugatti         | Bugatti T51          | 22    | + 11 min 54 s   | 14     |
| 8    | 48 | Jean-Pierre Wimille         | Privé           | Bugatti T51          | 22    | + 13 min 58 s   | 19     |
| 9    | 22 | Otto Spandel                | Privé           | Mercedes-Benz SSK    | 22    | + 16 min 35 s   | 9      |
| 10   | 24 | Henry Birkin                | Maserati        | Maserati 26M         | 22    | + 22 min 53 s   | 10     |
| 11   | 42 | Earl Howe                   | Privé           | Bugatti T51          | 22    | + 30 min 9 s    | 17     |
| Abd. | 6  | Heinrich-Joachim von Morgen | Bugatti         | Bugatti T35B         | 21    | Mécanique       | 3      |
| Abd. | 16 | René Dreyfus                | Maserati        | Maserati 26M         | 16    | Moteur          | 8      |
| Abd. | 34 | Marcel Lehoux               | Bugatti         | Bugatti T51          | 14    | Accident        | 15     |
| Abd. | 14 | Luigi Fagioli               | Maserati        | Maserati 26M         | 13    | Accident        | 7      |
| Abd. | 38 | Phil Shafer                 | Privé           | Shafer Special-Buick | 13    | Suspension      | 16     |
| Abd. | 2  | Manfred von Brauchitsch     | Daimler-Benz AG | Mercedes-Benz SSK    | 12    | Différentiel    | 1      |
| Abd. | 4  | Ernst-Günther Burggaller    | Privé           | Bugatti T35B         | 3     | Moteur          | 2      |
| Abd. | 42 | William Grover-Williams     | Privé           | Bugatti T51          | 2     | Moteur          | 13     |

## Pole position & Record du tour
- Pole position : Manfred von Brauchitsch.
- Record du tour : Achille Varzi en 11 min 48 s 0.